# Feodor Lark
Feodor Lark, né le 20 juin 1997 sous le nom de Maria Lark, est un ancien acteur de télévision d'origine russe connu pour son rôle de Bridgette DuBois dans la série télévisée de NBC/CBS Medium.

## Biographie

### Vie privée
Feodor Lark est né en Sibérie et a été adopté par une Américaine nommée Peggy Lark. Il a annoncé sa transidentité via les réseaux sociaux en mai 2021,,.
Entre 2005 et 2011, dès l'âge de huit ans, Feodor Lark joue le rôle de Bridgette DuBois, deuxième fille de Joe et Allison DuBois, interprétée par Patricia Arquette, dans le drame télévisé Medium diffusé sur NBC/CBS. Puis le 3 septembre 2006, il devient le plus jeune co-animateur dans l'émission de télévision The View sur ABC. En 2007, il fait encore deux apparitions dans cette même émission.
Il est apparu dans un clip vidéo pour la chanson de Norah Jones, "Sunrise", et Access Hollywood a également choisi Feordor Lark comme correspondant.
Depuis 2012, Feodor Lark est chercheur indépendant spécialisé dans la littérature américaine du 19e siècle.

## Filmographie
| Année     | Titre         | Rôle                     |
| --------- | ------------- | ------------------------ |
| 2005–2011 | Médium        | Bridgette DuBois         |
| 2008      | Sid survivant | Fille Oryctérope (Cindy) |
| 2012      | Seaux Kirby   | Seaux de l'aube          |

## Récompenses et nominations
| Prix ou nomination                                                  |
| ------------------------------------------------------------------- |
| Prix de la jeune actrice pour les actrices de dix ans ou moins 2007 |